# Mickey's Monkey
"Mickey's Monkey" is een hitsingle van de Amerikaanse soulgroep The Miracles. Het nummer werd in juli van het jaar 1963 uitgebracht op single en groeide in de nazomer van dat jaar uit tot een van de grootste hits die de groep ooit had. Het was na "Shop Around" en "You've Really Got a Hold on Me" het op twee na succesvolste nummer van The Miracles. Later waren alleen nog "I Second That Emotion" en de nummer 1-hits "The Tears of a Clown" en "Love Machine", qua notering op de Billboard Hot 100, succesvoller dan "Mickey's Monkey". Het werd een nummer 8-hit, terwijl in Canada ook de top tien werd bereikt. Het succesvolst was "Mickey's Monkey" op de Amerikaanse r&b-lijst. Daar bereikte het namelijk de derde positie.
Dankzij het succes van "Mickey's Monkey" besloot Motown, de platenmaatschappij waar The Miracles een contract hadden, een album te wijden aan het nummer, getiteld The Miracles Doin' Mickey's Monkey. Daarvan werd alleen nog "I Gotta Dance to Keep from Crying" ook op single uitgebracht, terwijl andere dansnummers als "Twist & Shout", "The Wah-Watusi" en "Do You Love Me", een cover van het nummer van Motowncollega's The Contours, het album opvulden. Overeenkomst tussen de twee nummers van het album die op single uitgebracht werden, is dat ze beide geschreven werden door het songwritersdrietal Holland-Dozier-Holland. Dat is opmerkelijk, want gedurende de tijd dat leadzanger Smokey Robinson deel uitmaakte van The Miracles schreef hij zelf het overgrote deel van de nummers die de groep uitbracht. Door het grote succes van "Mickey's Monkey" waren Holland-Dozier-Holland echter gelegitimeerd om nog een nummer voor de groep te schrijven, wat dus resulteerde in "I Gotta Dance to Keep from Crying". Toen dit nummer echter maar net de top 40 wist te bereiken, ging Smokey Robinson weer de singles schrijven voor The Miracles. Overigens heeft nog een songwriter van Motown iets met "Mickey's Monkey" te maken, namelijk William "Mickey" Stevenson. Zijn bijnaam was "Mickey" en het nummer in kwestie is naar hem vernoemd. De monkey is een dans, die begin jaren 60 erg populair was. Volgens de tekst van het nummer zou Mickey deze dans verspreiden.
Hoewel hij dus niet het nummer schreef, zong Smokey Robinson wel zoals gewoonlijk lead. Deze keer waren de achtergrondzangers echter niet alleen Bobby Rogers, Ronnie White, Warren "Pete" Moore en Claudette Robinson. Naast hen zongen ook The Temptations, The Marvelettes, Mary Wilson van The Supremes, Martha & The Vandellas, allemaal ook onder contract bij Motown, en DJ "Jockey Jack" Gibson, om de luisteraars het gevoel te geven dat er live een party aan de gang was. Deze opnametechniek werd ook bij latere nummer was van The Miracles, zoals "I Gotta Dance To Keep From Crying" en "I Like It Like That", gebruikt. Smokey Robinson begint het nummer met de vraag of iedereen er klaar voor is. Daarop reageren alle achtergrondzangers en -zangeressen door dit te bevestigen en zijn naam te scanderen. Daarna telt Robinson af en begint "Mickey's Monkey" met de beroemdste regel van het lied "Lum-di-lum-di-lai-ai", dat een junglesfeer creëert.
Zoals veel nummers van The Miracles werd ook "Mickey's Monkey" meerdere malen gecoverd. Allereerst namen Motowncollega's Martha & The Vandellas, die bij het origineel nog achtergrond zongen, een eigen versie op. Ook Choker Campbell nam met zijn bigband een eigen versie op, maar deze was instrumentaal. Daarnaast brachten ook andere wereldsterren als The Hollies, The Young Rascals en Lou Christie versies van "Mickey's Monkey" uit.
De B-kant van Mickey's Monkey was het nummer "Whatever Makes You Happy". In tegenstelling tot de A-kant werd dit nummer wel geschreven door Smokey Robinson en produceerde hij het ook. Het schrijven deed hij in samenwerking met groepslid Ronnie White, met wie hij later onder andere de eerste nummer 1-hit van The Temptations, "My Girl", schreef. "Whatever Makes You Happy" werd niet uitgebracht op het album The Miracles Doin' Mickey's Monkey, omdat het al was verschenen op het voorgaande studioalbum van The Miracles, getiteld The Fabulous Miracles.

## Bezetting
- Lead: Smokey Robinson
- Achtergrond: Bobby Rogers, Warren "Pete" Moore, Ronnie White en Claudette Robinson
- Aanvullende achtergrond: "Jockey Jack" Gibson, Martha & The Vandellas, The Temptations, The Marvelettes en Mary Wilson
- Instrumentatie: The Funk Brothers
- Gitarist: Marv Tarplin
- Schrijvers: Holland-Dozier-Holland
- Productie: Brian Holland en Lamont Dozier